# Almodôvar
Almodôvar is een plaats en gemeente in het Portugese district Beja.
De gemeente heeft een totale oppervlakte van 777 km² en telde 8145 inwoners in 2001.

## Plaatsen in de gemeente

Freguesias binnen de gemeente Almodôvar

De gemeente Almodôvar is sinds de bestuurlijke herindeling van 2013 verdeeld in 6 plaatsen (freguesias):
- Aldeia dos Fernandes
- Almodôvar e Graça de Padrões
- Rosário
- São Barnabé
- Santa Clara-a-Nova e Gomes Aires
- Santa Cruz

Aljustrel · Almodôvar · Alvito · Barrancos · Beja · Castro Verde · Cuba · Ferreira do Alentejo · Mértola · Moura · Odemira · Ourique · Serpa · Vidigueira